# Тајлер (Минесота)
Тајлер (енгл. Tyler) град је у америчкој савезној држави Минесота.

## Демографија
По попису из 2010. године број становника је 1.143, што је 75 (-6,2%) становника мање него 2000. године.
| Група             | 2000.         | 2010.         |
| Белци             | 1.171 (96,1%) | 1.093 (95,6%) |
| Афроамериканци    | 0 (0,0%)      | 3 (0,3%)      |
| Азијати           | 6 (0,5%)      | 2 (0,2%)      |
| Хиспаноамериканци | 35 (2,9%)     | 28 (2,4%)     |
| Укупно            | 1.218         | 1.143         |